# Vlastimil Lada-Sázavský
Vlastimil Lada-Sázavský (født 31. marts 1886 i Prag, død 22. april 1956 smst.) var en bøhmisk fægter, som deltog i to olympiske lege i 1910'erne.

## Fægtekarriere
Lada-Sázavsky deltog i de olympiske mellemlege 1906 i Athen, hvor han stillede op i fleuret, men ikke kom videre fra første runde. Han var også tilmeldt i kårde, men deltog ikke i konkurrencen.
Han var også med ved OL 1908 i London, hvor han var tilmeldt i fem konkurrencer. Fleuret var ikke en officiel del af programmet, og resultatet af konkurrencen kendes ikke. I kårde nåede han anden runde individuelt, og for hold var han med til at komme til kvartfinalen. I sabel nåede han ligeledes til anden runde i den individuelle konkurrence, mens han i holdkonkurrencen, som blev afviklet efter bergvallsystemet, var med til at vinde først over Nederlandene og derpå i semifinalen over Frankrig, men tabte så i finalen til Ungarn, der fik guld. Italien, som havde tabt til Ungarn i semifinalen, vandt derpå over Tyskland, som havde tabt til Ungarn tidligere, og blev nummer to, mens Bøhmen blev nummer tre. Bøhmens hold bestod derudover af Lada-Sázavskys bror, Otakar Lada samt Vilém Goppold von Lobsdorf, František Dušek og Bedřich Schejbal.
Lada-Sázavsky skulle egentlig også være med ved OL 1924 i Paris, nu for Tjekkoslovakiet, men deltog ikke i nogen af konkurrencerne.